# Paul Temps
Paul Henri Temps est un acteur et directeur de production français, né le 4 septembre 1909 à Pont-Sainte-Maxence (Oise) et mort le 3 mars 1988 à Saint-Maur (Indre).

## Biographie
Paul Temps a commencé sa carrière avec Jean Renoir : il est, en 1936, l'« Anatole » de Partie de campagne. Il est aussi le producteur de quelques films.
Jean-Pierre Pagliano a recueilli en 1985 le témoignage de Paul Temps sur le tournage de Partie de campagne. Cet entretien a été publié dans le livre Une partie de campagne. Eli Lotar, photographies du tournage (éditions de l'Œil, 2007).

## Filmographie

### Acteur
- 1936 : Partie de campagne de Jean Renoir : Anatole
- 1936 : Les Bas-fonds de Jean Renoir : Satine
- 1939 : L'Or du Cristobal de Jean Stelli : L'ingénieur
- 1939 : Pour le maillot jaune de Jean Stelli : Le photographe
- 1943 : Le Colonel Chabert de René Le Hénaff
- 1943 : Les Enfants du Paradis de Marcel Carné
- 1946 : Tant que je vivrai de Jacques de Baroncelli
- 1947 : Quai des Orfèvres de Henri-Georges Clouzot
- 1948 : L'assassin est à l'écoute de Raoul André
- 1949 : Pas de week-end pour notre amour de Pierre Montazel : Le speaker
- 1950 : La Souricière de Henri Calef : Un avocat
- 1950 : Les Aventuriers de l'air de René Jayet
- 1953 : Des quintuplés au pensionnat de René Jayet
- 1953 : Quand tu liras cette lettre de Jean-Pierre Melville
- 1965 : La Grosse Caisse de Alex Joffé : Me Loriot
- 1971 : Juste avant la nuit de Claude Chabrol : Bardin
- 1971 : Aux frontières du possible : le dossier des mutations V de Victor Vicas
- 1972 : L'Œuf (de Félicien Marceau), téléfilm de Jean Herman : Dufiquet
- 1974 : Les Brigades du Tigre, épisode Ce siècle avait sept ans de Victor Vicas
- 1975 : Les Grands Détectives de Jean Herman, épisode : Monsieur Lecoq : Absinthe
- 1977 : L'Apprenti salaud de Michel Deville
- 1979 : Les Insulaires (téléfilm) : Le greffier
- 1984 : Deux filles sur un banc (téléfilm) : Le grand-père

### Directeur de production
- 1951 : Moumou de René Jayet
- 1953 : Des quintuplés au pensionnat de René Jayet ; (et producteur)
- 1953 : Quand tu liras cette lettre de Jean-Pierre Melville ; (et producteur)
- 1954 : Fantaisie d'un jour de Pierre Cardinal
- 1955 : Razzia sur la chnouf d'Henri Decoin
- 1956 : Je reviendrai à Kandara de Victor Vicas ; (et producteur)
- 1960 : Recours en grâce de László Benedek
- 1960 : Merci Natercia de Pierre Kast ; (et producteur)
- 1960 : Terrain vague de Marcel Carné
- 1962 : Les Amants de Teruel de Raymond Rouleau
- 1962 : Les Petits Chats de Jacques R. Villa ; (producteur)
- 1963 : L'Année du bac de Maurice Delbez
- 1964 : Moi et les hommes de quarante ans de Jack Pinoteau
- 1967 : Johnny Banco d'Yves Allégret; (et producteur)